# Karel Eckhorst
Karel Steven Eckhorst (17 februari 1969) is een Surinaamse econoom met internationale bancaire ervaring. Hij was hoofdonderhandelaar bij de gesprekken tussen het Kabinet-Santokhi en het Internationaal Monetair Fonds over het financiële hulppakket dat in 2021 werd overeengekomen.

## Opleiding
Eckhorst studeerde van 1990 tot 1995 macro-economie aan de Anton de Kom Universiteit van Suriname. Hij behaalde daar de graad Bachelor of Science en Master of Science. In zijn afstudeerscriptie beschreef hij een eerste opzet van een econometrisch model voor de externe sector van de Surinaamse economie.
Van 2003 tot 2004 studeerde hij ontwikkelingseconomie aan het International Institute of Social Studies (ISS). Zijn masterscriptie handelde over de nadelige gevolgen van de afhankelijkheid van export van grondstoffen en ontwikkelingshulp op de economische ontwikkeling van Suriname.

## Loopbaan
Eckhorst werkte van 1994 tot 2018 bij de Centrale Bank van Suriname. Eerst als Wetenschappelijk stafmedewerker en vervolgens als Hoofd van het Research Departement. Van 2011 tot 2017 was hij coördinator van het Savings and Stabilization Fund Suriname (SSFS). In 2019 is hij benoemd tot voorzitter. Het betreft een parttime aanstelling.
Van 2016 tot 2018 werkte Eckhorst als Advisor to the Executive Director van het Internationaal Monetair Fonds (IMF). Vanaf 1 november 2018 werkte hij bij de Wereldbank als Advisor to the Executive Director voor enkele landen in Zuid- en Midden-Amerika, waaronder Suriname. In 2022 keerde hij terug naar het Internationaal Monetair Fonds.

## Werk als onderhandelaar voor Suriname
In 2020 werd Eckhorst benoemd tot hoofdonderhandelaar van Suriname bij het Internationaal Monetair Fonds. De officiële onderhandelaar van Suriname is de Minister van Financiën maar bij kleine landen die niet de capaciteit hebben om hun aanvragen rond te krijgen komt de constructie waarbij een door dat land benoemde onderhandelaar in dienst is van het IMF vaker voor. Eckhorst kreeg hiervoor toestemming van de ethische commissie van het IMF. In 2021 bereikten Suriname en het IMF een akkoord over een nieuw financieel hulppakket. De overeenkomst voorziet in een lening van US$ 690 miljoen.
Een eerder noodhulppakket van € 425 miljoen dat door het IMF werd verleend in 2015 eindigde in 2017 in een mislukking. De regering Bouterse weigerde om de verhoging van de elektriciteitstarieven door te voeren die met het IMF was overeengekomen. Het IMF staakte daarom na de eerste tranche verdere betalingen. Ook in het nieuwe pakket van 690 miljoen Amerikaanse dollar zijn een aantal verplichtingen van de Surinaamse regering overeengekomen: verlaging van het begrotingstekort, economische hervormingen en een schuldsanering. Vastgelegd is dat de meest kwetsbaren in de samenleving hierbij zullen worden ontzien. Eckhorst heeft actief bijdragen aan een beter begrip voor de maatregelen onder de Surinaamse bevolking door met grote regelmaat de Surinaamse pers te woord te staan over het IMF-programma.
Over de onderliggende oorzaken van de economische situatie in Suriname zegt Eckhorst: "We hebben uiteindelijk geen geldprobleem, maar een leiderschapsprobleem. Met wat we als land nu al verdienen zonder olie en gas, zouden we iedereen een menswaardig bestaan moeten kunnen geven. Maar daarvoor moet er wel een betere herverdeling plaatsvinden".